# Gustav Ucicky

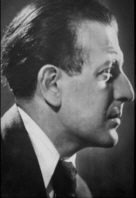
Ucicky (1930)

Gustav Ucicky – eigentlich Učický (Aussprache [uˈtʃitski:]; * 6. Juli 1899 in Wien; † 27. April 1961 in Hamburg) – war ein österreichischer Kameramann und Filmregisseur. Er gilt als unehelicher Sohn des österreichischen Malers Gustav Klimt.

## Leben und Werk
Gustav Ucicky war Sohn der ledigen, in Prag geborenen Maria Učická (1880–1928) und des österreichischen Malers Gustav Klimt. Maria Učická war eines der Modelle von Gustav Klimt. Die Vaterschaft Klimts wurde in der Vergangenheit oft angezweifelt. Wohl Gustav Ucicky selbst beauftragte 1925 den Schriftensachverständigen Michael Tomek, ein Gutachten zur Korrespondenz von Gustav Klimt an Maria Učická zu erstellen. Das Gutachten ergab, dass alle Briefe von demselben Verfasser stammen. Im Juli 1899 schrieb Klimt wenige Tage vor Gustav Ucickys Geburt an Maria Učická: „Ich wünsche sehnlichst, dass alles gut und schnell abgeht“. Die Korrespondenz lässt sich bis 1916 rekonstruieren. Maria Ucicky, wie sie in Österreich amtlich hieß, starb 47-jährig und wurde am 6. Jänner 1928 auf dem Hietzinger Friedhof in Wien bestattet, wo zehn Jahre vorher in einem anderen Teil Klimt beerdigt worden war; ihr Sohn Gustav wurde 1961 im Grab seiner Mutter beigesetzt.
Gustav Ucicky wuchs bei seiner Mutter und Großmutter in Wien auf. Er war Schüler am Norbertinum, anschließend begann er eine Lehre im k.u.k. Militär-Geographischen Institut Wien. Die Ausbildung entsprach nicht den Wünschen Ucickys, dieser träumte von einer Schauspielerkarriere. 1916 sprach er das erste Mal bei Sascha Filmindustrie als Schauspielschüler vor, der Versuch blieb erfolglos. Ucicky bekam eine Arbeit im Labor der Sascha-Film. Kurz darauf verfolgte er ein neues Ziel, er wollte Kameramann werden. Ucicky hatte Glück, denn Hans Theyer, der Chefkameramann der Sascha-Film, hatte soeben seinen Hilfskameramann entlassen. Bereits wenig später bekam der talentierte Ucicky eine eigene Kamera, um das Begräbnis von Kaiser Franz Josef zu filmen.
1917 wurde Ucicky zum Militär nach Salzburg abgezogen. Nach einer kurzen Grundausbildung wurde er wieder nach Wien gesandt, um im Kriegspressequartier als Kameramann zu arbeiten. Sein Einsatzgebiet war die sogenannte Heimatfront. Er wurde Kaiser Karl als „Leibkameramann“ zugeteilt und begleitete diesen bei Staatsbesuchen. Wahrscheinlich war er der Kameramann oder auch der Regisseur von Heldenkampf in Schnee und Eis.
Nach dem Ersten Weltkrieg arbeitete Ucicky weiterhin für die Sascha Filmindustrie. Sein Debüt als Erster Kameramann feierte Ucicky 1919 bei „Die Dame mit dem schwarzen Handschuh“. Ucicky drehte in der Nachkriegszeit nicht nur Filme bei Sascha, sondern auch für die Rexa- und Veritas-Film GmbH. 1921 verpflichtete sich Ucicky für die Sascha-Film – in den kommenden Jahren entstanden zahlreiche Filme unter der Leitung von Michael Kertesz. Am 23. Dezember 1923 heiratete Ucicky die damals erst 16-jährige Hilde Ptak und bezog mit ihr 1924 eine Wohnung in der Buchleitengasse im 18. Wiener Bezirk. Die Schauspielerin nannte sich ab 1928 Betty Bird. 1927 wurde Ucicky mit der Regie für Tingel-Tangel betraut und im selben Jahr mit dem im Verbrechermilieu spielenden Liebesfilm Café Elektric, der Marlene Dietrich und Willi Forst ihre ersten Hauptrollen verschaffte.
1928 zog Ucicky nach München, wo er für zwei Filme engagiert wurde. Bereits Ende 1928 zogen sie nach Berlin. Ucicky erweckte das Interesse der Ufa und übernahm die Regie für Der Häftling aus Stambul. Sein Regiedebüt in Berlin feierte er allerdings mit dem Aufklärungsfilm Vererbte Triebe produziert von Hom AG. Der Film wurde ein großer Erfolg. Nachdem er anfangs leichte Unterhaltungsfilme gedreht hatte, ließ er sich ab 1930 von der völkisch geprägten UFA Alfred Hugenbergs für „vaterländische“ Produktionen einspannen. Nach Das Flötenkonzert von Sans-souci (1930) mit Otto Gebühr in der Rolle des Friedrich II. von Preußen und Yorck (1931) war es vor allem der U-Boot-Film Morgenrot (1933), der das deutsche Soldatentum verherrlichte, mit dem Ucicky bekannt wurde.
Gustav Ucicky war einer der führenden Regisseure in der NS-Zeit. Nach Das Mädchen Johanna (1935) und den gelungenen Literaturadaptionen Der zerbrochene Krug (1937) nach Heinrich von Kleist und Der Postmeister (1940) nach Alexander Puschkin führte Ucicky 1941 Regie in dem antipolnischen Propagandafilm Heimkehr mit Paula Wessely in der Hauptrolle. Ucicky soll sich angeblich am Anfang gegen die Produktion von Heimkehr ausgesprochen haben. Zwischen 1933 und 1957 entstanden dreizehn weitere Filme aus der Zusammenarbeit mit dem Drehbuchautor Gerhard Menzel, die bis Kriegsende meist deutlichen propagandistischen Gehalt im Sinne des Nationalsozialismus aufwiesen. Wegen seiner Regietätigkeit bei diesem Film erhielt Ucicky nach Kriegsende sowohl für Deutschland als auch für Österreich Arbeitsverbot, das für Österreich im Juli 1947 aufgehoben wurde, da man auf sein formales Können nicht verzichten wollte.

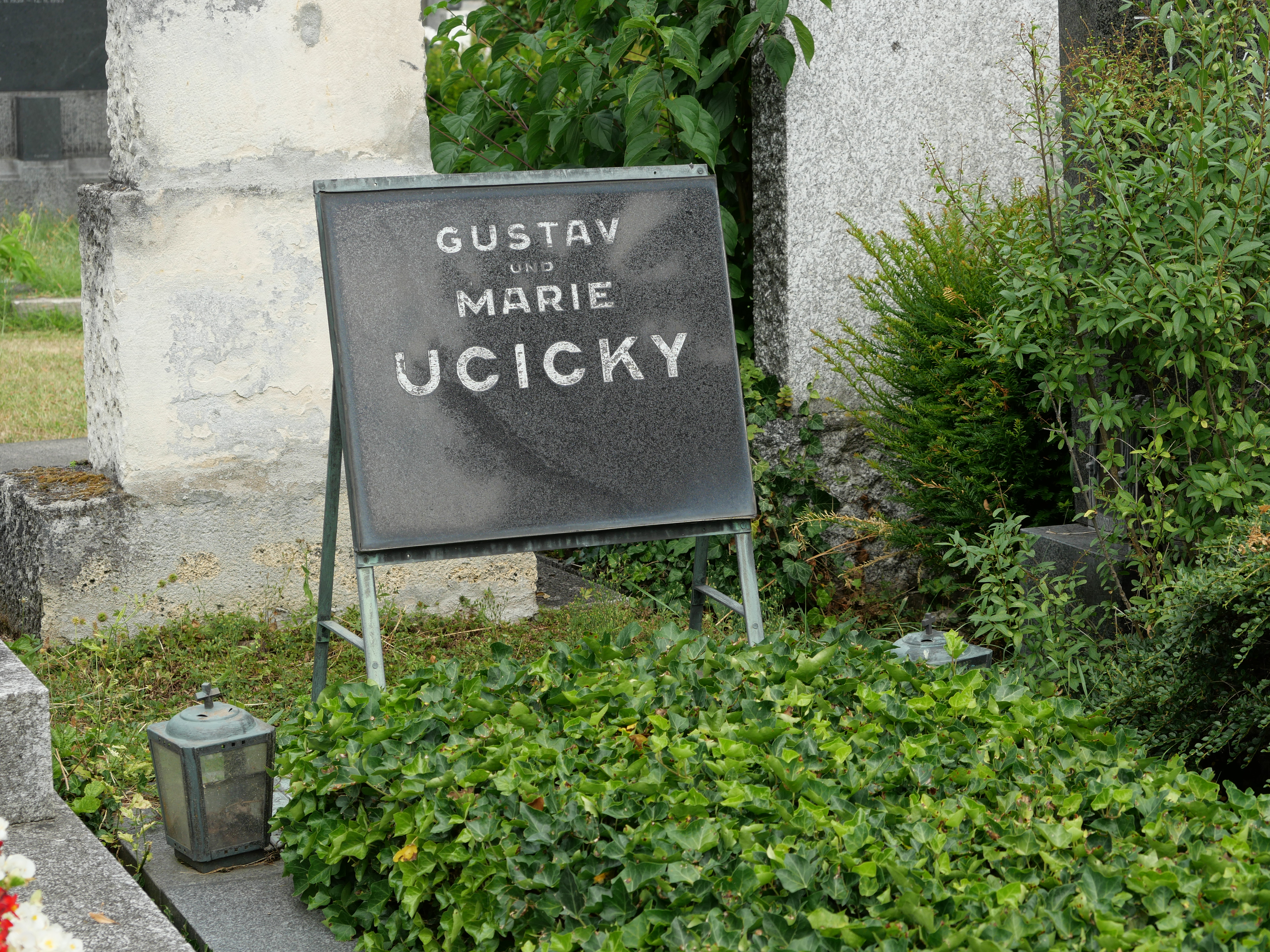
Grabstätte von Gustav Ucicky (Wien)

Nach dem Zweiten Weltkrieg entstanden unter Ucickys Regie seichte, um seelische Bedrängnisse kreisende Unterhaltungsfilme, unter anderem mit Paula Wessely in Cordula 1950. 1957 heiratete er Ursula Kohn, die ihm bei einigen Filmen als Regieassistentin zur Seite stand. Am 27. April 1961 starb Ucicky in Hamburg und wurde am 3. Mai 1961 in Wien am Hietzinger Friedhof (Gruppe 57, Nr. 124) begraben.

## Witwe Ursula Ucicky
Ursula Ucicky wurde 1922 als Tochter des jüdischen Tuchfabrikanten Heinrich Kohn (1867–1945) in Cottbus geboren. Die Fabrik in Forst/Lausitz und das Vermögen der Familie wurden während der NS-Zeit beschlagnahmt. Ursula Kohn konnte in Hamburg untertauchen; ihre behelfsmäßige Unterkunft wurde 1944 ausgebombt. Nach der Befreiung Hamburgs durch die Briten ging Ursula Kohn u. a. nach England, später dann nach Israel. 1956 nach Hamburg zurückgekehrt, lernte sie Gustav Ucicky kennen (Heirat 1957).
Ursula Ucicky erbte von Gustav Ucicky 1961 „eine respektable Kunstsammlung“, darunter Raubkunst, die er u. a. in der NS-Zeit im Kunsthandel und bei Auktionshäusern (Dorotheum) erworben hatte: so unter anderem das Klimt-Gemälde Wasserschlangen II, das sich bis 1938 im Besitz der Fabrikantin Jenny Steiner befunden hatte. In Absprache mit deren Erben wurde das Gemälde 2013 in Form eines Privatverkaufs über Sotheby’s um kolportierte 112 Millionen US-Dollar verkauft und der Erlös zwischen den Steiner-Erben und Ucicky geteilt, die damit das Stammkapital der von ihr 2013 gegründeten gemeinnützigen Klimt-Foundation speiste.
In diese Stiftung gelangten u. a. vier Gemälde und zehn Zeichnungen. Auf Ursula Ucickys Wunsch sind Peter Weinhäupl, bis Sommer 2015 kaufmännischer Direktor des Leopold Museums in Wien, als ehrenamtlich tätiger Vorstand, die Kunsthistorikerin Sandra Tretter als Geschäftsführerin und der Betriebswissenschaftler Hubert Weinhäupl tätig. Als Stiftungsprüfer fungiert Eduard Lechner, Ordinarius für Finanzrecht an der Universität Wien.
Eines der vier eingebrachten Gemälde ist das Klimt-Porträt von Gertrud oder Gertha Löw oder Loew (später Felsöványi), das die Porträtierte 1939 bei ihrer Flucht aus Österreich nicht mitnehmen konnte; weiters musste sie damals sechs Klimt-Zeichnungen zurücklassen, die in Ucickys Besitz gelangt sind. Zum weiteren Schicksal des Gemäldes und von fünf der Zeichnungen wurde Provenienzforschung betrieben; die Stiftung gab im Oktober 2013 bekannt, im Sinne des Stiftungszwecks eine faire und gerechte Lösung des Falles anzustreben. Gertrud Felsöványis Sohn Anthony Stephen Felsovanyi starb im Herbst 2013 99-jährig.
Wie der Öffentlichkeit am 24. Jänner 2014 bekanntgegeben wurde, richtete die Klimt-Foundation im Einvernehmen mit den Erben nach Felsöványi ein unabhängiges Gremium aus Rechtsexperten (u. a. der ehem. Verwaltungsgerichtshofpräsident Clemens Jabloner) ein, das die Dossiers der Provenienzforschung prüfen und eine Empfehlung für das weitere Procedere abgeben sollte. Da von der Stiftung von fünf Zeichnungen gesprochen wurde, blieb offen, was mit der sechsten Zeichnung aus Felsövanyis Eigentum geschehen ist bzw. geschehen soll. Nach der Provenienzforschung sollte die Kommission unter Clemens Jabloner bis Herbst 2014 Vorschläge für die weitere Vorgangsweise erarbeiten.
(Siehe auch Gustav Klimt.)

## Filme (Auswahl)
- 1917: Heldenkampf in Schnee und Eis (unsicher)
- 1919: Gold (Kamera)
- 1919: Die Dame mit dem schwarzen Handschuh (Kamera)
- 1919: Boccaccios Liebesnächte (Kamera)
- 1920: Die Dame mit den Sonnenblumen (Kamera)
- 1920: Golgatha (Kamera)
- 1920: Mrs. Tutti Frutti (Kamera)
- 1921: Cherchez la femme (Kamera)
- 1921: Frau Dorothys Bekenntnis (Kamera)
- 1921: Wege des Schreckens (Kamera)
- 1922: Sodom und Gomorrha (Kamera)
- 1923: Die Lawine (Kamera)
- 1923: Namenlos (Kamera)
- 1923: Der junge Medardus (Kamera)
- 1924: Harun al Raschid (Kamera)
- 1925: Das Spielzeug von Paris (Kamera)
- 1926: Fiaker Nr. 13 (Kamera)
- 1926: Der goldene Schmetterling (Kamera)
- 1926: Die dritte Eskadron (Kamera)
- 1926: Dürfen wir schweigen? (Kamera)
- 1927: Die Pratermizzi (Kamera)
- 1927: Tingel-Tangel
- 1927: Café Elektric
- 1928: Ein besserer Herr
- 1928: Herzen ohne Ziel (deutsche Bearbeitung)
- 1929: Vererbte Triebe
- 1929: Der Sträfling aus Stambul
- 1930: Der unsterbliche Lump
- 1930: Hokuspokus
- 1930: Das Flötenkonzert von Sans-souci
- 1931: Im Geheimdienst
- 1931: Yorck
- 1932: Mensch ohne Namen
- 1933: Morgenrot
- 1933: Flüchtlinge
- 1934: Der junge Baron Neuhaus
- 1935: Das Mädchen Johanna
- 1936: Savoy-Hotel 217
- 1936: Unter heißem Himmel
- 1937: Der zerbrochene Krug
- 1938: Gestern und heute (Produktion)
- 1938: Frau Sixta
- 1939: Aufruhr in Damaskus
- 1939: Mutterliebe
- 1940: Der Postmeister
- 1940: Ein Leben lang
- 1941: Heimkehr
- 1943: Späte Liebe
- 1943/47: Am Ende der Welt
- 1944: Der gebieterische Ruf
- 1944: Das Herz muß schweigen
- 1947: Singende Engel
- 1948: Nach dem Sturm
- 1950: Der Seelenbräu
- 1950: Cordula
- 1952: Bis wir uns wiederseh’n
- 1953: Der Kaplan von San Lorenzo
- 1953: Ein Leben für Do
- 1954: Die Hexe
- 1955: Zwei blaue Augen
- 1957: Der Jäger von Fall
- 1957: Der Edelweißkönig
- 1957: Die Heilige und ihr Narr
- 1958: Das Mädchen vom Moorhof
- 1958: Der Priester und das Mädchen
- 1960: Das Erbe von Björndal